# František Martin Pelcl

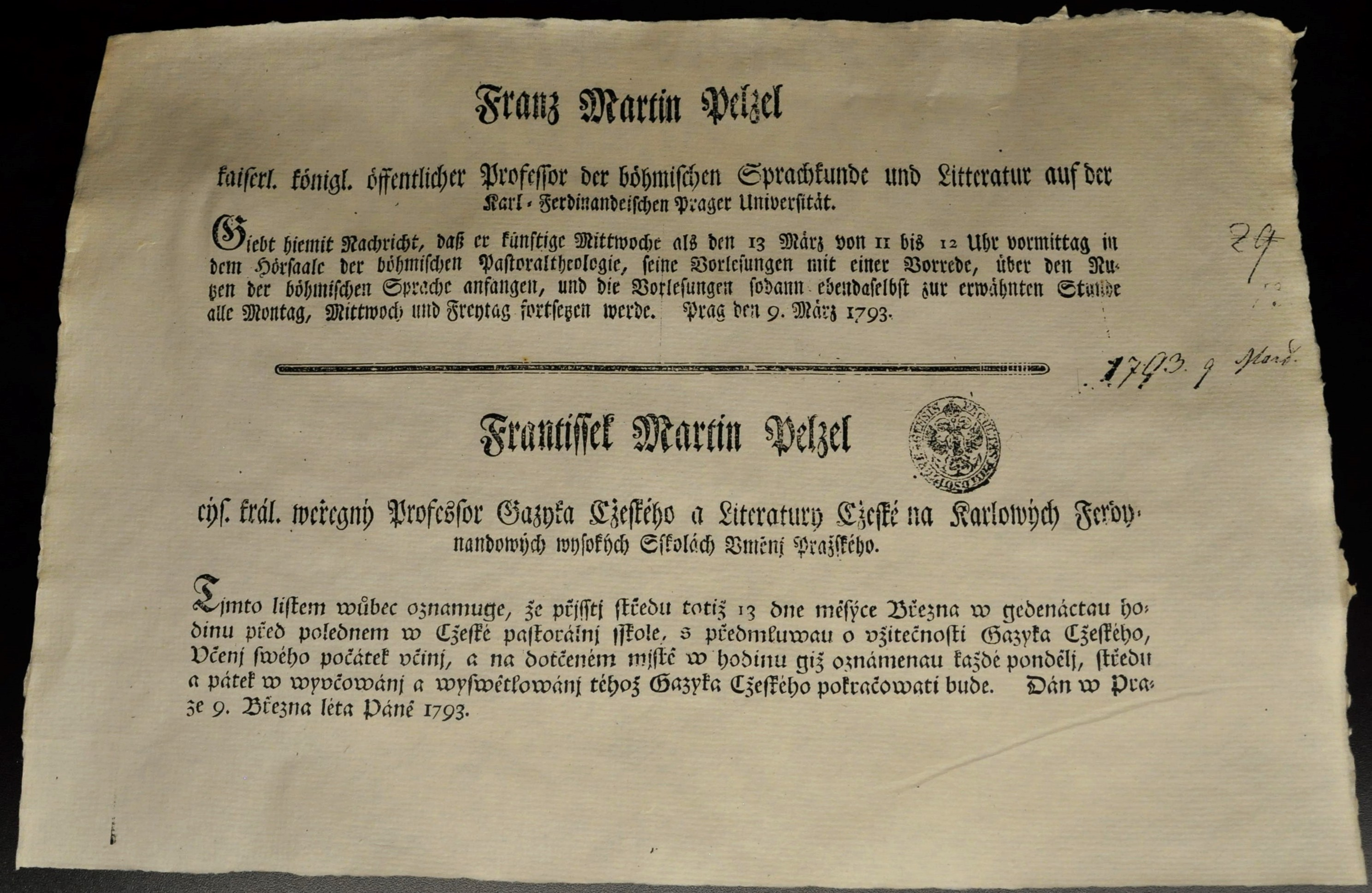
Veřejné oznámení o zahájení Pelclových přednášek na pražské univerzitě (1793)

František Martin Pelcl, též Franz Martin Pelzel (11. listopadu 1734 Rychnov nad Kněžnou – 24. února 1801 Praha), byl český vlastenec, buditel, osvícenec, spisovatel, historik, filolog a pedagog, zejména vysokoškolský.

## Život
František Martin Pelcl se narodil 11. listopadu 1734 v Rychnově nad Kněžnou v rodině soukeníka Františka Adama Pelcla.
Studovat začal na rychnovské městské škole a pokračoval na místním piaristickém nižším gymnáziu, ze kterého přešel v roce 1750 na jezuitské gymnázium v Hradci Králové. Vyšší gymnaziální studium absolvoval v Praze. Zprvu studoval na cisterciáckém učilišti, později v důsledku tereziánských reforem školství na jezuitském. Gymnaziální studia dokončil v roce 1754 a po ročním přerušení začal navštěvovat pražskou univerzitu. Zpočátku docházel na teologickou fakultu, kterou po několika měsících opustil, a začal studovat práva. V květnu 1757 byl kvůli vojenskému konfliktu mezi Pruskem a Rakouskem donucen opustit Prahu a na několik měsíců se přesunout do Vídně. Po návratu (podzim roku 1757) chtěl ve studiích pokračovat, ale nenadálé okolnosti (úmrtí otce a nutnost zaopatřit své sourozence) jej donutily změnit vlastní priority.

Již při gymnaziálních studiích si přivydělával jako domácí učitel v měšťanských rodinách a v tomto povolání se rozhodl pokračovat. Přerušil studium práv a buď v roce 1759, nebo 1760 se stává zprvu učitelem a později hofmistrem v rodině hraběte Šternberka. Zde působí do roku 1769, kdy na přímluvu hraběnky Šternberkové získává místo učitele v rodině hraběte Františka Antonína Nostice. Působení u Šternberků mělo výrazný vliv na dospění Františka Martina.

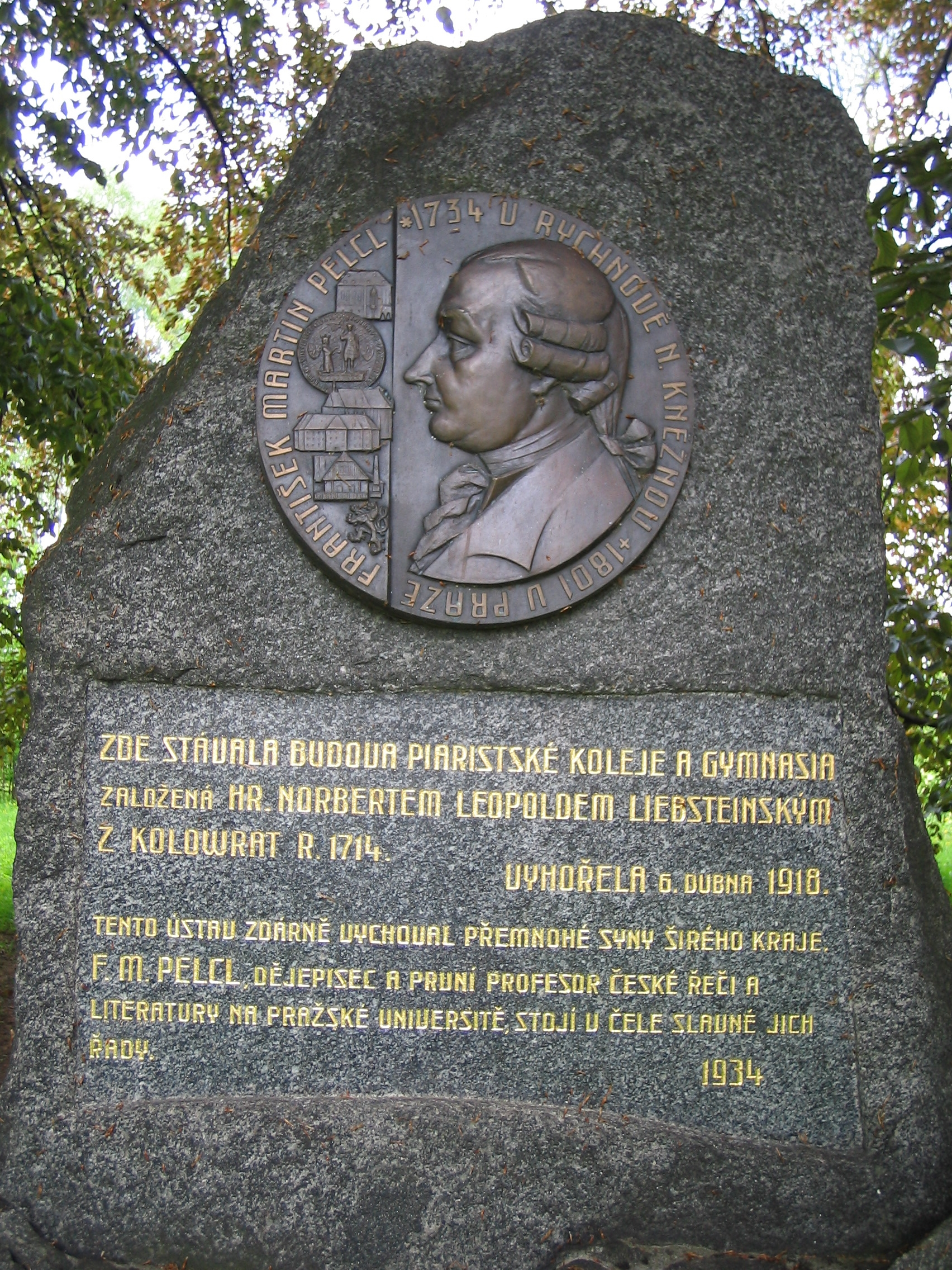
Pomník Františka Martina Pelcla v rodném Rychnově nad Kněžnou, na místě tehdejšího gymnázia, které Pelcl absolvoval

Mimo ryze praktický rozměr, který představovalo zajištění komfortního živobytí, měla na vývoj mladého Pelcla velký vliv šternberská knihovna a jeden z jejich spisů – Respublica Boiema od Pavla Stránského ze Zap. Pelcl byl okouzlen demokratickým duchem zakazovaného protestantského spisu, psaného latinou a výrazně ovlivnilo jeho české národnostní smýšlení.
Do služeb hraběte Nostice Pelcl vstoupil již jako odborník, zkušenosti získané u Šternberků s organizováním výchovy a s vlastním bádáním v knihovně mu postupně přinesly čtyři významné pozice a do budoucna dobré existenční zajištění. Jeho plat byl stanoven na 500 zlatých ročně, k tomu měl z pozice své funkce zadarmo bydlení, stravu a příslib doživotního zabezpečení. Z těchto důvodů několikrát odmítl místo profesora. Poprvé mu byla nabídnuta pozice profesora češtiny na vídeňské univerzitě v roce 1773, podruhé v roce 1780 místo profesora historie na erfurtské univerzitě a potřetí znovu pozice profesora češtiny ve Vídni v roce 1783.
Jako knihovník se spolu s Josefem Dobrovským (u Nosticů zaměstnán od roku 1776) zasloužil o zkatalogizování jejího inventáře, a jako archivář postupně zkatalogizoval, opatřil regestem a nově uspořádal nostický archív písemností od roku 1620 do Pelclovy doby. Aktivně se činnosti knihovníka a archiváře věnoval od roku 1789 a ukončil ji během roku 1801. Práce u Nosticů měla mimo hmotného zabezpečení významný vliv na Pelclův intelektuální a vlastenecký vývoj. Zprvu na přání hraběte Nostice a posléze pro své intelektuální kvality zcela oprávněně navštěvoval nostický salón. Setkával se v něm s pražskou osvícenskou inteligencí, např. s Gelasiem Dobnerem, Ignácem Antonínem Bornem a Mikulášem Adauktem Voigtem, kteří mu v budoucnosti výrazně pomohli s navazováním kontaktů při dějepisném bádání. Ze známostí navázaných v rámci Nosticova salónu vzniklo několik společných převážně historiografických projektů. Prvním bylo vydávání týdeníku Pražské učené zvěsti v letech 1771–1772, periodika Rozpravy mezi roky (vydávané v rámci soukromé učené společnosti) a na konec Obrazy vydávané zprvu ve dvou jazykových edicích, posléze, když na práci zůstal Pelcl sám, jen v jedné.
Sedmdesátá léta představovala pro Pelcla počátek výrazného tvůrčího období, které skončilo až nemocí a přípravou k vydání Nové kroniky české.
Roku 1773 vydal v němčině první malou encyklopedii českých a moravských učenců a umělců 18. a 19. století s jejich životopisnými medailonky a podobiznami Abbildungen böhmischer und mährischer Gelehrten und Künstler, nebst kurzen Nachrichten von ihren Leben und Werken. Ilustrace podle předloh J. Kleinhardta provedl v mědirytinách Jan Jiří Balzer.
V období let 1774 – 1775 připravoval první latinské vydání Balbínovy Obrany a o dva roky později pokračoval v ediční práci (1777) vydání renesančního cestopisu Příhody Václava Vratislava, svobodného pána z Mitrovic. Mezi další významné vydavatelské počiny patřila dvousvazková edice Spisovatelé dějin českých, na kterých spolupracoval s Josefem Dobrovským.
Zásadním autorským počinem z let 1774 – 1782 byla historiografická práce Stručné dějiny Čechů od nejstarších dob do doby dnešní, sepsaná na základě poznámek k hodinám výuky historie u Nosticů. Následovala práce a vydání dvou dvoudílných monografií Císař Karel IV., král český a Životopis římského a českého krále Václava. V období mezi oběma monografiemi připravil Pelcl vydání slovníkového díla s názvem Slovník českých spisovatelů z Čech, Moravy a Slezska, který obsahoval celkem 373 hesel význačných osobností z jezuitského řádu. Z této doby také pochází dvoudílná studie soužití Čechů s Němci na našem území „Dějiny Němců a jejich jazyka v Čechách“.
Během 70. a 80. let došlo k výrazné proměně Pelclova života, z intelektuála a de facto salónního odborníka se stal uznávanou kapacitou nejen na území Habsburské monarchie, ale také v některých německých zemích. Navíc se v roce 1775 oženil a spolu se svojí profesní kariérou musel řešit i rodinné problémy. Služba vychovatele a hofmistra u Nosticů mu skončila v březnu roku 1788 (dále však působil jako jejich knihovník). Zůstal mu sice celý plat a dál směl využívat všech výhod z doby služby, ale potřeba uživit rodinu (manželku, sebe a osm dětí) jej nutila hledat nový přísun peněz. Nejvýhodnější mu přišlo uchýlit se na univerzitu a stát se profesorem. V roce 1790 se neúspěšně snažil získat profesuru historie a následně i prolongovaný roční důchod po zemřelém Dobnerovi. Optimističtější vizi představovala možnost založení profesury českého jazyka na Pražské univerzitě. Ta byla v důsledku vnitrostátních i mezinárodních politických změn (možný vliv liberálních myšlenek francouzské revoluce) projednávána vídeňskou byrokracií zdrženlivě a celý proces se několikrát zastavil. Ke schválení došlo až v roce 1792 a v lednu 1793 byl František Martin Pelcl jmenován prvním profesorem českého jazyka na Pražské univerzitě.
Během své profesorské dráhy vedl přednášky i cvičení, přičemž byl nucen sestavit použitelnou učebnici českého jazyka pro své studenty. Prvním takovým textem byl z roku 1793 Nový způsob výkladu druhů českého skloňování a z roku 1795 Lehrgebäude der böhmischen Sprache. Nejvýznamnějším textem, který Pelcl sepsal, byla Nová kronika česká vydávaná v letech 1791 až 1800.
V posledních letech svého života trpěl F. M. Pelcl podlomeným zdravím, které mu nakonec znemožnilo působit na univerzitě a dokončit některé ze svých projektů. Zemřel 24. února 1801 a je pochovaný na malostranském hřbitově.

### Osobní život
František Martin Pelcl se dne 11. ledna 1778 v Hlinném u Ústí nad Labem oženil s Františkou Schindlerovou, dcerou hostinského Josefa Schindlera. V manželství se v letech 1779 – 1790 narodilo osm dětí, čtyři synové a čtyři dcery. Nejmladší dcera Jana se později provdala za malíře Františka Hořčičku. Pravnukem dcery Karly byl nositel Nobelovy ceny Carl Ferdinand Cori.

### Pelclův přínos na poli pomocných věd historických
Neopominutelná je i jeho role ve vývoji pomocných věd historických, zejména diplomatiky. Proslulá je jeho myšlenka na vydání česko-moravského diplomatáře. Tento návrh poprvé vyslovil ve schůzi České společnosti nauk dne 5. srpna 1786, v přednášce Ueber die Nothwendigkeit und Mittel ein Diplomatarium Bohemiae zu veranstalten. Česko-moravský diplomatář měl být podle původního plánu doveden do roku 1346, tedy do doby nastoupení Karla IV. na český trůn, a měl být zhotoven s pomocí Pelclových přátel, mezi které náleželi například Josef Vratislav Monse (1733–1793), Josef Dobrovský, Josef Valentin Zlobický (1743–1810) a další. Pelclův projekt českomoravského diplomatáře se ovšem nakonec nepodařilo zrealizovat, ať už z malého zájmu předplatitelů, zhoršení vnitřní situace v České společnosti nauk související s úmrtím jejího prezidenta Karla Egona Fürstenberka (1729–1787) nebo ne zrovna dobré finanční situace České společnosti nauk (od roku 1790 Královské české společnosti nauk). Po tomto neúspěchu se roku 1797 Pelcl rozhodl alespoň pro vydávání česko-moravského regestáře, a to ve spolupráci s Janem Petrem Cerronim (1753–1826), jenž měl na starost sbírání a zpracování moravik. Čistopis regestáře byl doveden v úplnosti do roku 1253 a roku 1798 připraven k tisku. Ovšem ani tento společný záměr Pelcla a Cerroniho se nepodařilo dovést do úspěšného konce. Tyto Pelclovy aktivity v oblasti diplomatiky z konce 18. století ovšem nezůstaly v zapomnění, přičemž zejména regestář českých listin do roku 1253 posloužil Františku Palackému při jeho obnovené myšlence na realizaci diplomatáře, a později také Gustavu Friedrichovi, Sáše Duškové a Jindřichu Šebánkovi při vydávání proslulého „kodexu“ – Codex diplomaticus et epistolaris regni Bohemiae. 
Pelcl také jako první pracoval s registry dvorské kanceláře, které se v Čechách vedly od počátků vlády Jana Lucemburského, a uvedl je do historického bádání. Co se této problematiky týče, tak významný je i jeho objev tzv. Codexu Přemyslaues (jako vůbec první jej přečetl a využil ve svém díle), jenž obsahuje opisy a výpisy z několika svazků register Václava IV.

## Dílo (výběr)
- Bohuslav Balbín: Obrana jazyka slovanského, zvláště českého  / Dissertatio apologetica pro lingua Slavonica, praecipue bohemica. – první vydání Balbínova latinského spisu roku 1775
- Příhody Václava Vratislava, svobodného pána z Mitrovic – vydány v roce 1777.
- Pražské učené zvěsti / Prager gelehrte Nachrichten – byl první pražský vědecký týdeník vydávaný v němčině. Za jeho vydáváním stáli Voight, Born a Pelcl. Pelclovy příspěvky se týkaly převážně francouzské a německé beletrie a francouzských, německých a latinských historiografických spisů zaměřených na dějiny Habsburské monarchie.[24]
- Rozpravy soukromé společnosti v Čechách, pro zvelebení matematiky, dějin vlasti a přírodních věd / Abhandlungen etc. – na vydávání dohlížel Born, celkem vyšlo 6 svazků, první v roce 1775. Pelcl přispíval pravidelně; jeho studie byly historiografického charakteru.[25]
- Effigies … / Abbildungen … (Obrazy / Vyobrazení) – Effigies byla latinská edice, kterou připravovali k vydání Born s Voigtem, německé Abbildungen připravoval Pelcl. Spolu s nimi se na přípravě jednotlivých částí podíleli K. R. Ungar, V. F. Durych, T. A. Pazlacher a další. Obsahově představovaly Obrazy soubor medailonů o významných učencích monarchie. Z latinské edice byly k vydání připraveny pouze dva díly, protože oba editoři koncem 70. let opustili Prahu. Voigt přijal v roce 1777 profesuru na Vídeňské univerzitě, Born přijal místo archiváře vídeňské přírodovědecké sbírky. Německy psané Abdildungen Pelcl rozšířil na čtyři díly, které doplnil o dodatky k prvním dvěma.[26]
- Stručné dějiny Čechů od nejstarších dob do doby dnešní / Kurzgefasste Geschichte der Böhmen etc. – byly vydány ve čtyřech vydáních a postupně upravovány a rozšiřovány. 1. vydání (1774) mělo 662 stran a tematicky bylo ukončené na počátku vlády Marie Terezie, 2. vydání (1779) mělo 731 stran a bylo dovedeno do roku 1775 (jako první historiografická práce zaznamenávalo průběh a potlačení nevolnického povstání), 3. vydání (1782) mělo 1000 stran a mimo historického výkladu bylo doplněno o Dobrovského studii „O původu jména Čech, Čechové“.[27] Dílo bylo ve své době velmi oblíbené, dosvědčuje to mimo jiné patisk z roku 1781 (4. (nelegální) vydání).[28]
- Císař Karel IV. / Kaiser Karl der Vierte, König in Böhmen – dvoudílná monografie o Karlu IV. (1. díl 1780, 2. díl 1781), její součástí bylo uveřejnění 349 dobových listin.[29]
- Životopis římského a českého krále Václava / Lebesgeschichte des Römischen und Böhmischen Königs Wenceslau – dvoudílné monografie (1. díl 1780, 2. díl 1790) jejíž součástí bylo uveřejnění 253 dobových listin. Výrazně se vymezovala k dobovému negativnímu hodnocení Václava IV.[30]
- Spisovatelé dějin českých / Scriptores rerum bohemicarum – 1. svazek 1783, 2. svazek 1784. Jednalo se o edice staročeských textů, např. kritická vydání Kosmovy kroniky a jeho pokračovatelů, Beneše Krabice z Weitmile či Františka Pražského.
- Dějiny Němců a jejich jazyka v Čechách / Geschichte der Deutschen und ihrer Sprache in Böhmen – (1. díl 1789, 2. díl 1790) k problematice se vyjadřuje pod podobným paradigmatem s Balbínem a otevřeně upozorňuje na nebezpečí pro český jazyk a národ, které je spojené s josefínskými reformami a násilným protlačováním němčiny na úkor češtiny.
- Slovník českých spisovatelů z Čech, Moravy a Slezska z jezuitského řádu / Boehmische, maehrische und schlesische Gelehrte und Schriftsteller aus dem Orden der Jesuiten von Anfang der Gesellschaft bis auf gegenwaertige Zeit. Prag. 1786[11]
- Nový způsob výkladu druhů českého skloňování / Typus declinationum ex grammatica Pelcliana – jedná se o latinský text českých deklinačních typů, 1. vydání 1793, 2. (s latinským názvem) 1795.[31]
- Lehrgebäude der böhmischen Sprache – byla vydána (1. vyd. 1795, 2. vyd. 1798) ve spolupráci s Josefem Dobrovským. Obsahovala českou fonologii, gramatiku, příklady českých a německých rozhovorů na stejná témata, česká přísloví a k ním německou alternativu, frazeologickou část, slovník a soupis všech vydaných učebnic do roku 1795.[32]
- Nová kronika česká – na rozdíl od předchozích Pelclových děl byla napsána česky a rozdělena do čtyř dílů (1. 1791, 2. 1792, 3. 1796 a 4. 1800). Končí rokem 1429. Vydání 4. dílu bylo výrazně zkomplikováno pro zamítavý postoj české cenzury, vydání bylo schváleno až dvorským cenzorem z Vídně (mimo jiné i na základě přímluvy Pelclových přátel).[33]
- Spisovatelé dějin českých / Scriptores rerum bohemicarum – 1. svazek 1783, 2. svazek 1784. Jednalo se o edice staročeských textů, např. kritická vydání Kosmovy kroniky a jeho pokračovatelů, Beneše Krabice z Weitmile či Františka Pražského.

## Zajímavosti
- Jeho jméno nese gymnázium v Rychnově nad Kněžnou – Gymnázium Františka Martina Pelcla.
- Jméno Františka Pelcla bylo umístěno pod okny Národního muzea v Praze spolu s mnoha dalšími, viz Dvaasedmdesát jmen české historie.